# Ypacaraí

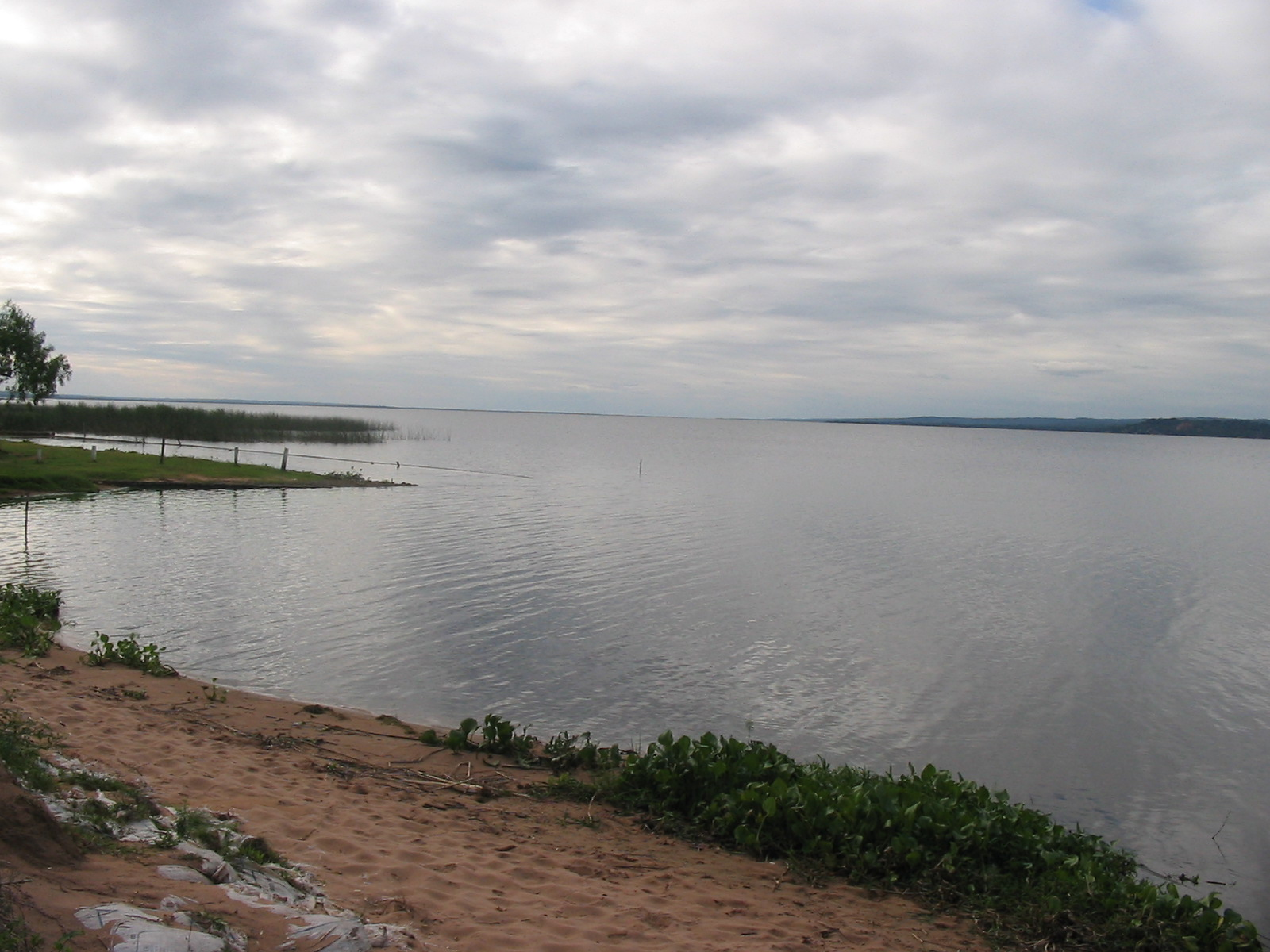
Ypacaraísjön

Ypacaraí är en stad i södra Paraguay. 2004, hade staden en befolkning på 9 600 och ligger 64,1 m över havsnivån. Namnet betyder "Guds vatten" på Guaraní. Anmärkningsvärda jordbruksgrödor i området är tobak och bomull. Ypacaraísjön är populär med turister och är lokalt för det kustlösa landet Paraguay. 
Kaptenen i Paraguays fotbollslandslag, Carlos Gamarra, kommer från Ypacaraí. 